# Thrash metal alemán
El thrash metal alemán se originó en los años 1980 y junto con el Bay Area thrash metal forman las mayores escenas de este género a nivel mundial, con bandas que han marcado gran influencia en la nueva ola de thrash metal.
Los 3 máximos exponentes de la escena son Kreator, Sodom, y Destruction; a veces suele ser incluida una cuarta banda:  Tankard. Sin embargo existe un debate acerca de cuál es la primera banda germana de thrash metal, para algunos fue Holy Moses (formada desde 1980), otros citan a Destruction (creada en 1982), mientras que hay otros quienes dicen que es Sodom (1982). 

## Historia

### Orígenes y consolidación
A diferencia del thrash metal de Norteamérica, el sonido de las bandas en Alemania no estuvo tan influenciado por el hardcore punk, sino por el de la NWOBHM; la mayoría de los grupos de esta escena tomaron como mayor influencia a bandas como Accept, Motörhead, Judas Priest, Venom, Tank, Raven y a los primeros álbumes de Iron Maiden. Eventualmente, su sonido cambió en velocidad, agresividad e intensidad. En casos como Sodom, que en 1982 presentaron su demo Witching Metal, Destruction con su respectivo Bestial Invasion of Hell en 1984 y de Kreator que en 1985, con su álbum Endless Pain muestran claras características del thrash, aunque en su tiempo se le llamó "Black Metal" a este nuevo sonido, más crudo y no tan melódico. De manera posterior, con la consolidación del subgénero homónimo, se citarían los primeros trabajos de estas bandas como principal influencia. 
Sin embargo, esa atmósfera oscura y caótica de los primeros trabajos iría transformándose, dando paso a un sonido más refinado, pero aún agresivo, con producciones más pulidas y en las que lograron mayor aceptación de manera internacional. Álbumes que ejemplifican este estilo definitivo fueron Possesed by Fire de la banda Exumer, Terrible Certainty de Kreator, Agent Orange de Sodom, Chemical Invasion de Tankard, Release From Agony de Destruction o R.I.P. de la banda suiza Coroner. 

### Cambios en los 90's y resurgimiento en los 2000
A mediados de la década de los noventa, de manera similar a como estaba ocurriendo con la escena en Estados Unidos con la popularización del grunge y otros géneros musicales en la escena internacional; muchas bandas se separaron, entraron en hiato o comenzaron un período de experimentación con sonidos de otros géneros como el groove e Industrial. 
Con la llegada del nuevo milenio, los primeros discos que inician un nuevo interés en el género fueron All Hell Breaks Loose de Destruction en 2000 y Violent Revolution en 2001, con el que la banda Kreator retorna a un sonido más parecido al thrash y con elementos propios del death metal melódico que había surgido recientemente en Gothenburg. Igualmente, Sodom lanza su álbum M-16 en 2001 y con la buena recepción de público y crítica de estos trabajos, le sucedieron otros trabajos de otras agrupaciones  veteranas como Disorder of the Order de Holy Moses (2004), Breaking the Silence de Assassin (2011) In the Vein of Blackened Steel de Protector y Fire & Damnation de Exumer (2012).
Y finalmente, con esta nueva ola de lanzamientos, otras bandas han emergido recientemente Eradicator, Godslave, Septagon, Taskforce Toxicator o Processor. 

## Características
El sonido del thrash alemán se caracteriza por sus riffs de guitarra (más agresivos y técnicos) acompañados de ritmos de batería frenéticos, uso frecuente de bombo de doble pedal, voces rasgadas y/o guturales. 
Los tópicos más abarcados en sus líricas orbitan alrededor de la violencia, guerra, satanismo y odio.  

## Bandas importantes
- Angel Dust
- Assassin
- Coroner
- Darkness
- Deathrow
- Desaster
- Destruction
- Dezperadoz
- Dew-Scented
- Exumer
- Eradicator
- Godslave
- Holy Moses
- Iron Angel
- Kreator
- Living Death
- Mekong Delta
- Minotaur
- Necronomicon
- Onkel Tom Angelripper
- Paradox
- Procesor
- Protector
- Sacred Chao
- S.D.I.
- Sodom
- Septagon
- Tankard
- Taskforce Toxicator
- Vectom
- Vendetta
- Violent Force
- Warrant